# 翟理斯
翟理斯（英語：Herbert Allen Giles，1845年12月8日—1935年2月13日），汉学家、前英国驻华外交官。曾在查特豪斯公学就读，在剑桥大学中文教授达35年之久。他修改了威妥瑪建立的漢語羅馬化体系，形成了广为人知的的威妥瑪拼音。一生翻译了许多孔子、老子、庄子等中国古代思想家著作。1892年，出版《华英字典》。

## 生平
翟理斯是英國國教牧師約翰·艾倫·翟理斯之子。在查特豪斯公學就學，之後在1867至1892年間被派到中國作外交官，1885至1888年間在台灣台北紅毛城（位於今日新北市淡水區）度過。是外交官翟比南、翟兰思，汉学家翟林奈以及伊迪斯（Edith）、馬布爾（Mable）之父。1897年成為劍橋大學第二位漢語教授（前一位是威妥瑪）。在他擔任劍橋大學教授期間，校內只有他這一個漢學家，他整理了許多威妥瑪搜集的漢語文獻，並將之譯出。
1898、1911年两度贏得法兰西文学院儒莲奖。他是香港共濟會會員, Ionic Lodge of Amoy, No. 1781。雖然擔任了35年劍橋大學教授，但卻不是劍橋大學任何學院成員。1932年退休，1935年去世。

## 履歷
- 英國駐馬尾區副領事 （1880–1883）
- 英國駐上海副領事（1883–1885）
- 英國駐淡水領事（1885–1891）
- 英國駐寧波領事（1891–1893）

## 外部連結
- Herbert Giles的作品  - 古騰堡計劃
- 來自Herbert Allen Giles的LibriVox公共領域有聲讀物
- Images of Herbert Giles and Family
- A Chinese-English dictionary (Second Edition, 1912) - 互联网档案馆